# Bembidion levettei
Bembidion levettei es una especie de escarabajo del género Bembidion, familia Carabidae. Fue descrita científicamente por Casey en 1918.
Habita en Canadá y los Estados Unidos. Mide 5,4-6,3 mm. Se encuentra en aguas estancadas.